# Albert Alekszejevics Seszternyov
Albert Alekszejevics Seszternyov (oroszul: Альберт Алексеевич Шестернёв; Moszkva, 1941. június 20. – Moszkva, 1994. november 5.) orosz labdarúgó, edző. A szovjet válogatott tagjaként részt vett az 1962-es, az 1966-os és az 1970-es világbajnokságon, illetve az 1964-es és az 1968-as Európa-bajnokságon.

## Pályafutása

### Klubcsapatban
Pályafutása során egyetlen csapatban a CSZKA Moszkvában játszott. 1959 és 1972 között 278 mérkőzésen lépett pályára és 1 gólt szerzett. Egyszeres szovjet bajnok. 1970-ben az év szovjet labdarúgójának választották.

### A válogatottban
1961 és 1971 között 90 alkalommal szerepelt a szovjet válogatottban.

### Edzőként
1982 és 1983 között a CSZKA Moszkva vezetőedzője volt. 

## Sikerei, díjai
CSZKA Moszkva
- Szovjet bajnok (1): 1970

Szovjetunió
- Európa-bajnoki döntős (1): 1964

Egyéni
- Az év szovjet labdarúgója (1): 1970